# جاتونجاسا (کوسکو)
جاتونجاسا (به اسپانیایی: Jatunjasa) یک کوه در پرو است که در Peru, Cusco Region واقع شده‌است. جاتونجاسا ۵٬۳۳۸ متر بالاتر از سطح دریا واقع شده‌است.